# Mayo Kébbi
Mayo Kébbi − rzeka w zachodniej Afryce, w Czadzie i Kamerunie. Dopływ Bénoué.